# Estadens
Estadens är en kommun i departementet Haute-Garonne i regionen Occitanien i södra Frankrike. Kommunen ligger i kantonen Aspet som tillhör arrondissementet Saint-Gaudens. År 2022 hade Estadens 526 invånare.

## Befolkningsutveckling
Antalet invånare i kommunen Estadens
Referens:INSEE